# Tmarus hystrix
Espèce
Synonymes
- Peritraeus hystrix Simon, 1895

Tmarus hystrix est une espèce d'araignées aranéomorphes de la famille des Thomisidae.

## Distribution
Cette espèce se rencontre au Sri Lanka et en Inde en Uttarakhand,.

## Description
La femelle holotype mesure 3 mm.
Les mâles mesurent de 3,6 à 4,2 mm et les femelles de 4,4 à 4,8 mm.

## Systématique et taxinomie
Cette espèce a été décrite sous le protonyme Peritraeus hystrix par Simon en 1895. Elle est placée dans le genre Tmarus par Ileperuma Arachchi et Benjamin en 2019.

## Publication originale
- Simon, 1895 : Histoire naturelle des araignées. Paris, vol. 1, p. 761-1084 (texte intégral).